# Sarah Goldberg (Widerstandskämpferin)

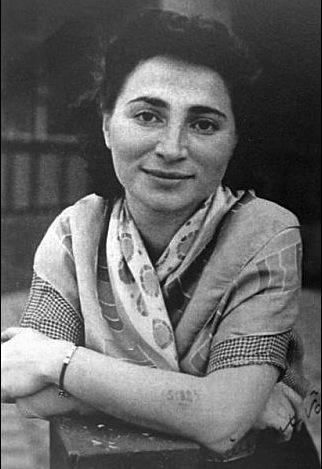
Sarah Goldberg (kurz nach Kriegsende)

Sarah Goldberg (geboren am 1. Januar 1921 in Warta; gestorben an 10. Juni 2003 in Brüssel) war eine polnisch-belgische Widerstandskämpferin der Roten Kapelle und Mitglied weiterer Widerstandsorganisationen in Belgien. Sie überlebte das KZ Auschwitz-Birkenau und das KZ Ravensbrück und wurde im April 1945 von der Roten Armee befreit. Nach dem Krieg gehörte sie zu den ersten Mitgliedern der belgischen Sektion von Amnesty International.

## Leben
Sarah Goldberg stammt aus einer armen und frommen jüdischen Familie. Ihre Mutter, Eve (Jentka) Eisenstein, starb an Typhus, als sie neun Monate alt war. Sie wuchs bei ihrer älteren Schwester und ihrem Schwager auf, die beide Sozialisten waren und sie entsprechend erzogen. Der Vater, Berek Goldberg, war ein Cohen, ein anerkanntes Mitglied in der jüdischen Gemeinde, der als Weiser galt. Er wanderte nach Łódź aus, wo er sich im jüdischen Viertel niederließ. Er heiratete am 6. Dezember 1928 Gevetka Frenkiel. Nach Pogromen emigrierte Berek Goldberg im August 1929 nach Belgien, wo er Strickwaren und Kurzwaren verkaufte.
Die jüdische Bevölkerung in Brüssel zählte 1939 etwa 30.000, die in Antwerpen 50.000 Mitglieder. Der Historiker Nathan Weinstock schrieb: „Unter jüdischen Arbeiteraktivisten war der kommunistische Einfluss vorherrschend. Sie waren sowohl in Brüssel als auch in Antwerpen gut etabliert, betrieben einen Sportverein (Yask, „Yiddishe Arbeter Sport Club“) und gaben eine Reihe von Zeitungen heraus“.
1936, im Alter von 15 Jahren, trat Sarah Goldberg, beeinflusst von ihrer Schwester Esther und ihrem Schwager Marcus Lustbader, dem von kommunistischen Aktivisten geführten Sportverein „Unité“ bei. Sie beteiligte sich an Solidaritätskampagnen zugunsten der Internationalen Brigaden in Spanien, die das republikanische Spanien gegen den Franco-Putsch verteidigten, verkaufte an der Schule Abzeichen für die spanische Republik und riskierte damit ihre Ausweisung.
Ihr Vater Berek Goldberg und seine Frau Gevetka Frenkiel wurden am 26. September 1942 mit dem Konvoi Nr. 11 vom 26. September 1942 deportiert und zwei Tage später in den Gaskammern von Auschwitz ermordet.

### Während des Zweiten Weltkriegs
Nach dem Einmarsch der deutschen Truppen 1940 flüchtete Sarah Goldberg nach Frankreich, nach Saint-Ferréol in der Region Toulouse. Dort erfuhr sie, dass der Polizeikommissar einer kleinen Stadt eine Bürokraft suchte und bewarb sich. Bei ihrer Arbeit kopierte sie insgeheim Listen von Personen, die aus Lagern wie Gurs und Le Vernet geflohen waren, schrieb die Namen heraus und gab sie an Parteileute weiter. Der Kommissar schöpfte Verdacht und überwachte sie fortan. Nach ihrer Rückkehr nach Belgien gehörte sie den Jeunes Gardes Socialistes Unifiés (Vereinigte Sozialistische Jugendgarde) an, die an der Verteilung von Flugblättern und Untergrundzeitungen beteiligt waren.

### Rekrutierung durch Gurewitsch

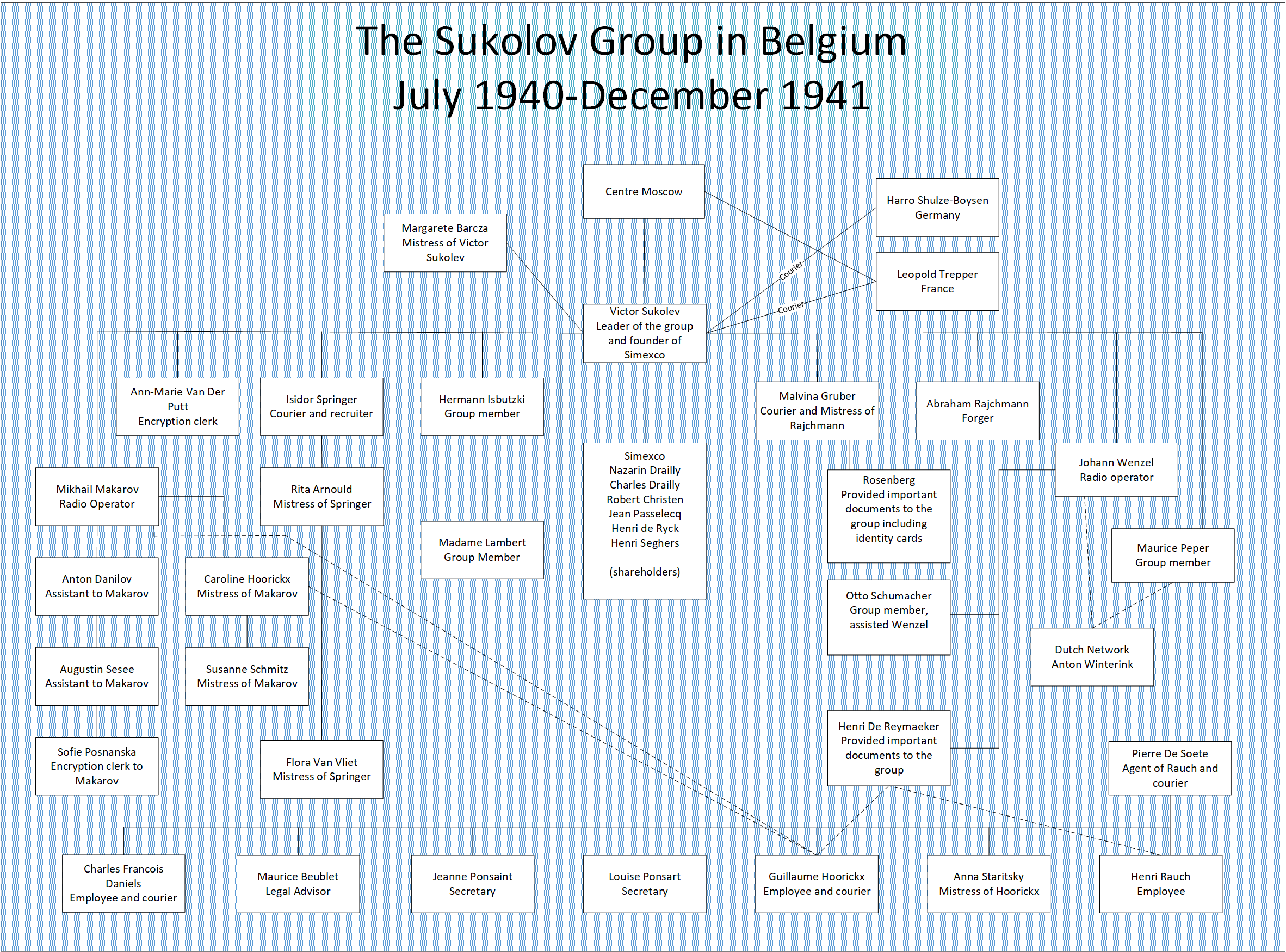
Vom britischen Geheimdienst erstelltes Diagramm der Gurewitsch-Gruppe, die zwischen Juli 1940 und Dezember 1941 in Belgien operierte. Es zeigt die aktiven Mitglieder des Spionagenetzes. Da Goldberg nie in diesem Netzwerk aktiv wurde, ist ihr Name nicht aufgeführt.

Im Juni 1941 wurde sie von Hermann Isbutzki kontaktiert, einem ehemaligen Mitglied der Naftali-Botwin-Kompanie innerhalb der Internationalen Brigaden in Spanien, und arbeitete unter dem Namen „Lilly“ in einer Widerstandsgruppe, die von den Nationalsozialisten als Teil der Roten Kapelle angesehen wurde. Sie erfuhr nicht, um welche Organisation es sich handelte und wusste nur, dass es ein Geheimdienst war, der für die Sowjetunion arbeitete. Sie wusste auch, dass diese Art von Widerstand lebensgefährlich war und Geheimhaltung erforderte. Ihr Name taucht im Organigramm des Netzwerks von Ende 1941 auf, ebenso wie in der in ihren Memoiren veröffentlichten Liste der 28 Überlebenden des Netzwerks.
Innerhalb dieser Organisation wurde sie von Anatoli Markowitsch Gurewitsch, einem engen Mitarbeiter von Leopold Trepper, als Funkerin ausgebildet und berichtete direkt an ihn. Trepper hatte im Auftrag des sowjetischen militärischen Nachrichtendienstes GRU eine Widerstandsgruppe aufgebaut. Gurewitsch betrieb unter dem Decknamen Sukolow die Tarnfirma Simexco, über die codierte Nachrichten per Funk in die Sowjetunion übermittelt wurden. Als das deutsche Spezialkommando die Brüsseler Zentrale entdeckte, entging Sarah Goldberg durch Glück und dank der Vorsichtsmaßnahmen der Verhaftung. Zur Tarnung arbeitete sie während ihrer Tätigkeit für die Widerstandsorganisation als Sekretärin des Brüsseler Hutgeschäfts Modiste de la Reine. Ihr Bruder und ihr Schwager wurden verhaftet und gefoltert, ihre Eltern wurden deportiert und umgebracht. Der Schwager von Sarah Goldberg, Marcus Lustbader, der nicht Teil des Netzwerks gewesen war, wurde verhaftet und nach Breendonk gebracht, wo er von der Gestapo gefoltert wurde; er wurde nach Auschwitz, dann nach Buchenwald deportiert und 1945 repatriiert.
Nachdem Hermann Isbutzki im August 1942 verhaftet und die Organisation zerschlagen worden war, wandte sich Sarah Goldberg an ihre alten Freunde von der Gruppe L’Unité; Laib Rabinowicz („Rosa“) vermittelte den Kontakt zu Jacob Gutfrajnd („Albin“), dem Kommandeur der 1. jüdischen Kompanie des Mobile Corps of Armed Partisans in Brüssel. Sie nahm an zahlreichen Aktionen der Partisanen teil, unter anderem machte sie Verräter oder Kollaborateure ausfindig, die oft von den Partisanen erschossen wurden. Sie nannte sich Denise und trug ein goldenes Kettchen mit einem Kreuz um den Hals, ließ sich in einer Fabrik einstellen, die Uniformen für die Wehrmacht herstellte, übernahm auch abenteuerliche Rollen, um Geld zu beschaffen, das unter anderem für versteckte Kinder und Erwachsene benötigt wurde. Als jüdische Partisanen den schwer verletzten Jacob Gutfrajnd aus dem Krankenhaus Etterbeek befreiten, gelang dies, weil sie die Polizisten abgelenkt hatte. Sie kundschaftete auch Wege und Gewohnheiten des Spitzels jüdischer Herkunft, Icek Glogowski, bekannt unter dem Namen „Jacques“, aus, der für die Gestapo arbeitete.

### Festnahme
Nach einer Denunziation wurde sie – am Vorabend einer Sabotageaktion gegen die Eisenbahn – von der Gestapo am 4. Juni 1943 an ihrem illegalen Aufenthaltsort in Forest zeitgleich mit ihrem Verlobten Henri Wajnberg („Jules“) und ihrer Freundin Laja Bryftreger-Rabinowitch festgenommen. Sie wurden erst in das Hauptquartier der Gestapo in der Avenue Louise in Brüssel gebracht, danach wurde alle drei in das Sammellager der Dossin-Kaserne von Saint Georges in Mechelen verlegt.
Sarah Goldberg wurde auf der Deportationsliste des Transports XXI unter der Nummer 525 eingetragen. Dieser Konvoi umfasste zunächst 1.563 Personen, darunter 208 Kinder, zehn Deportierte entkamen vor der Grenze, aber drei von ihnen wurden erschossen. Der Konvoi verließ Mechelen am 31. Juli 1943 in Richtung Auschwitz-Birkenau und kam am 1. August 1943 an. Sarah Goldberg ist unter der eintätowierten Nummer 518258 registriert. Sie arbeitete beim „Schuh-Kommando“ und litt an vielen Krankheiten: Typhus, Ruhr, Furunkel, Skorbut; trotz mehrerer Selektionen konnte sie überleben. Ihr Verlobter Henri Wajnberg wurde am 25. Januar 1944 in einer Gaskammer getötet.
Am 18. Januar 1945 nahm sie an den sogenannten Todesmärschen von Auschwitz-Birkenau teil und kam am 22. Januar 1945 im KZ Ravensbrück an, am 26. Februar 1945 in das Außenlager Malchow, einem Ravensbrück-Kommando, und dann nach Leipzig. Eine Gruppe von Freundinnen und Genossinnen, die auf dem „Todesmarsch“ zusammenbleiben konnten, half ihr zu überleben.

### Nach dem Krieg
Am 23. April 1945 wurde sie am Ufer der Elbe von der Roten Armee befreit. Sie war in einem schlechten Gesundheitszustand und ohne jegliches Einkommen. Vom 9. Oktober 1945 bis zum 31. Dezember 1945 lebte sie in einem Heim in Blankenberge, von Februar bis Ende September 1946 arbeitete sie für den gemeinnützigen Verein Hilfe für jüdische Kriegsopfer. Im Juni 1948 wurde sie in Belgien eingebürgert und erhielt die belgische Staatsbürgerschaft am 18. Juni 1953. Sie heiratete am 5. November 1949 den Lederwarenhändler Jacques (Icek) Goldberg. Sie wurde eines der ersten Mitglieder der belgischen Sektion von Amnesty International mit der Mitgliedsnummer 31.

## Posthume Würdigung
2001 kürte das Jüdische Säkulare Gemeindezentrum sie zusammen mit Maurice Pioro, der ebenfalls nach Auschwitz deportiert wurde, zum „Mensch des Jahres“. In den letzten Jahren ihres Lebens widmete sie sich den Komitees zur Verteidigung von Migranten ohne Papiere, die in Haftanstalten eingesperrt waren; sie berichtete auch in mehreren Schulen über die Deportation in die nationalsozialistischen Konzentrationslager. Am 7. Juni 2013 wurde in der Brüsseler Gemeinde Woluwé-Saint-Lambert eine Sarah-und-Jacques-Goldberg-Gasse eingeweiht. Eine Krippe in dieser Gemeinde trägt auch den Namen von Sarah Goldberg.

## Auszeichnungen
- Mai 1949: Médaille de la Résistance für ihr „selbstloses politisches Handeln“[12]